# ファンタジア (イラスト集)
『ファンタジア』（FANTASIA）は、池田理代子のソロイラスト集。2004年10月20日に実業之日本社から発売。定価2000円+税、ISBN 4-408-61241-3

## 概要
漫画雑誌の初期の『マーガレット』・『プリンセス』表紙や少女漫画「ベルサイユのばら」・「オルフェウスの窓」・「おにいさまへ…」代表作など、貴重な未収録イラスト作品を大量に収録。